# Pimmit Hills (Virginie)
Pimmit Hills est une census-designated place située dans le comté de Fairfax, dans l’État de Virginie, aux États-Unis. Lors du recensement de 2020, elle comptait 6 569 habitants.